# Feröeri konyhaművészet

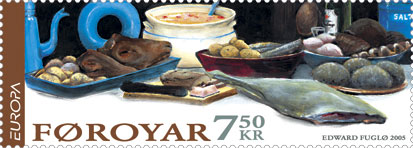
Feröeri ételek bélyegen

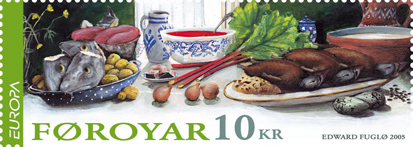
Feröeri ételek bélyegen

A feröeri gasztronómia legfontosabb alapanyagai a birkahús, a hal és a burgonya. A zöldségek és gyümölcsök szinte teljesen hiányoznak a hagyományos ételekből.

## Étkezési szokások
Az egész skandináv térséghez hasonlóan Feröeren is ismert a svédasztalos jellegű tálalás, vagyis hogy valamennyi fogás egy asztalra kerül, ahonnan mindenki kedve szerint választhat. A szárazföldi és a vízi eredetű ételeket általában külön fogyasztják.

## Ételek

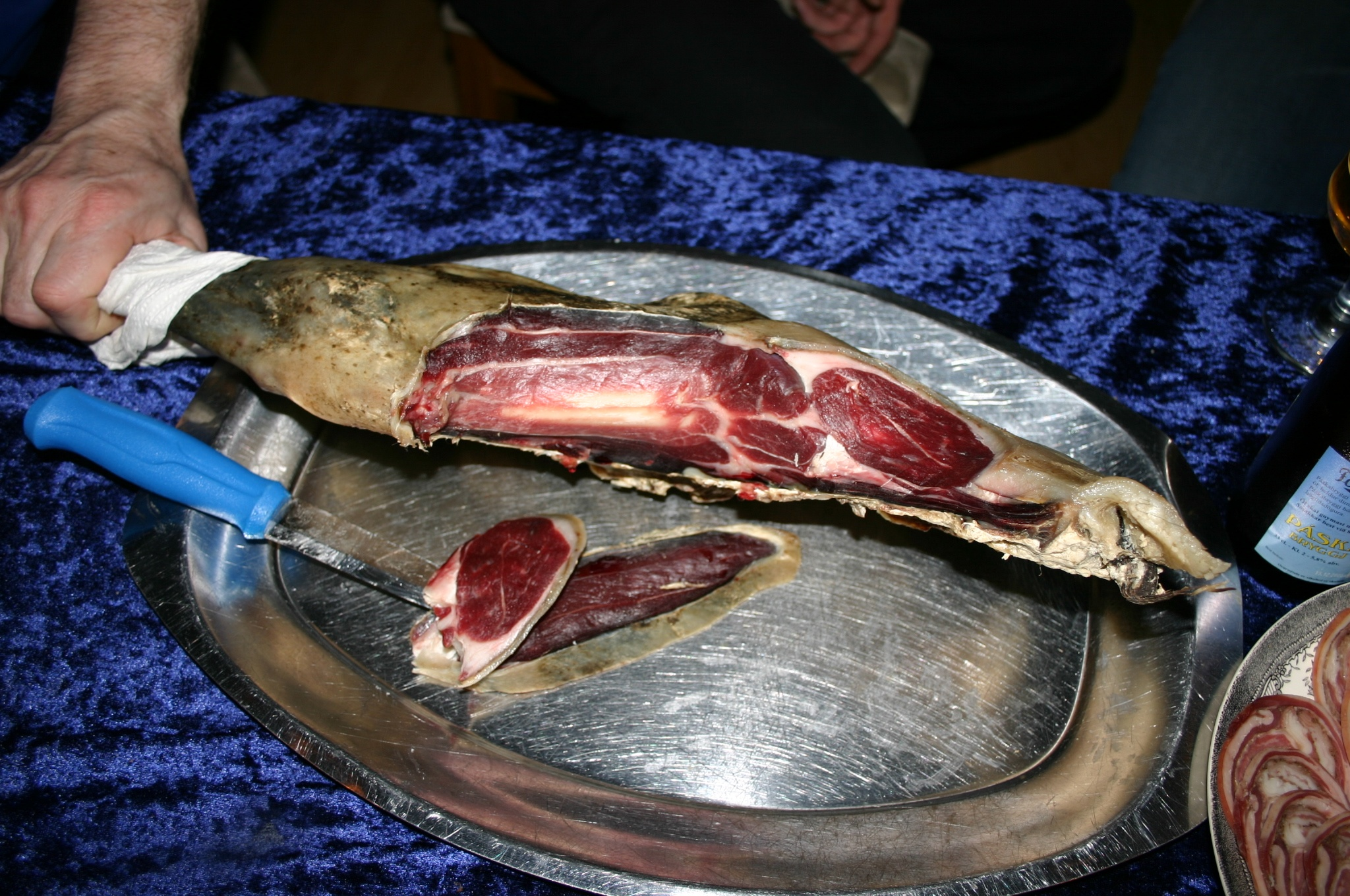
Klasszikus feröeri étel, a skerpikjøt

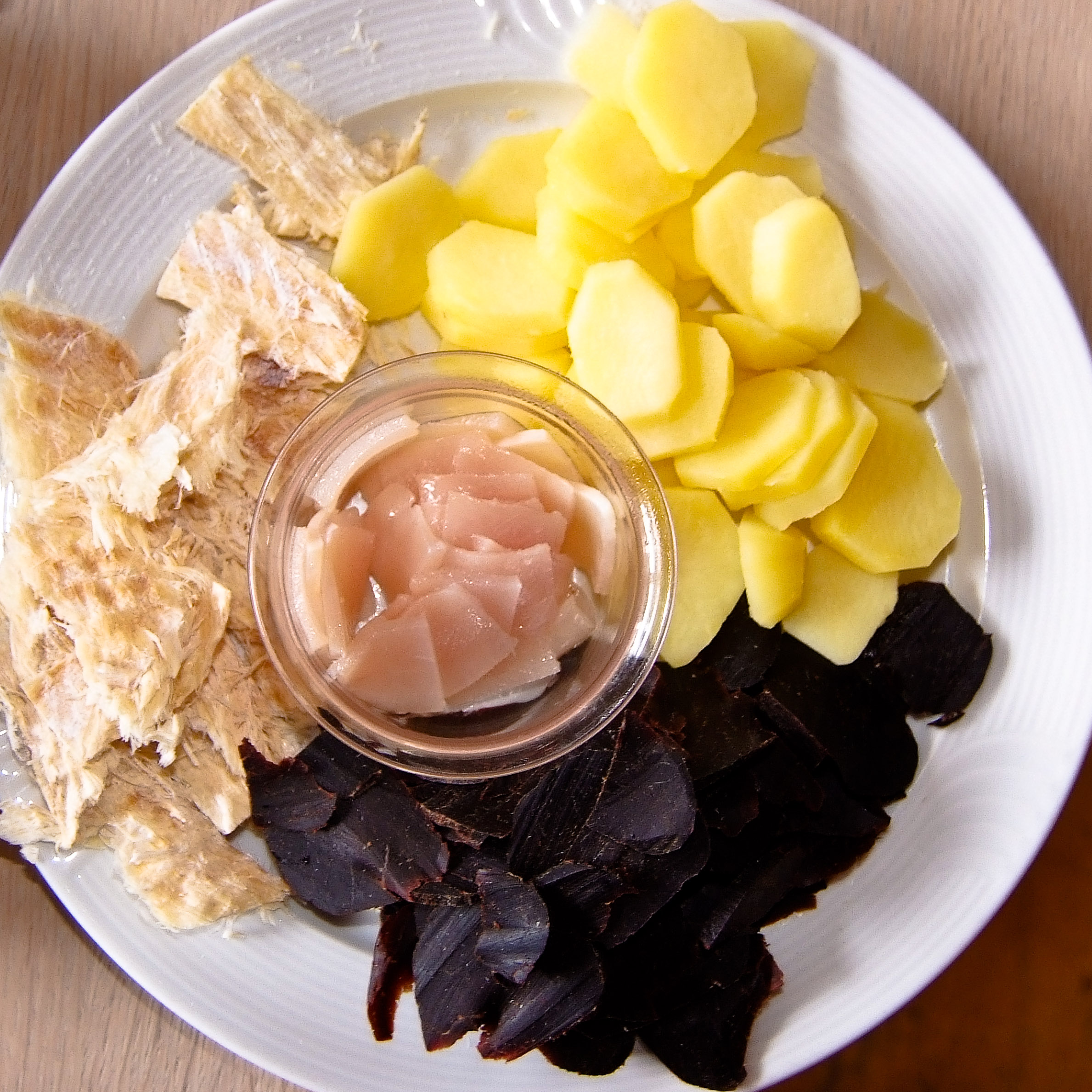
Tvøst og spik – cethús (fekete) és bálnazsír (középen) szárított hallal és burgonyával –, egy jellegzetes feröeri étel

A burgonya, a birkahús és a hal adják a hagyományos feröeri ételek alapját.

### Húsételek
A húsok szabad levegőn való szárítására szolgáló szárítópajta (hjallur) számos feröeri otthon részét képezi, főként a falvakban és a kisebb városokban.
A legnépszerűbb ételek egyike a szárított és hosszú ideig érlelt birkahús, a skerpikjøt. Ezt idős birkából készítik, így meglehetősen rágós. Akár egy egész éven át szárítják, mígnem egészen kemény lesz. Szintén birkahúsból készül a félig szárított és érlelt birkahús (ræst kjøt). További hagyományos ínyencség a cethús bálnazsírral (grind og spik), de a tengeri madarakból is készülnek ételek.

### Halételek
Hagyományos feröeri ételek a félig szárított és érlelt hal (ræstur fiskur), valamint a szárított hal (turrur fiskur) Ez utóbbi rendkívül erős ízű, és meglehetősen rágós. A lazacot füstölt és párolt formában fogyasztják.
A friss hal is fontos szerepet játszik a táplálkozásban: jellegzetes a pácolt hering, valamint az olajban sült mélytengeri horgászhal. A halat levesként is feldolgozzák.
A feröeri gasztronómia hagyományos összetevője a bálnahús, ami a 21. században is népszerű.

## Italok

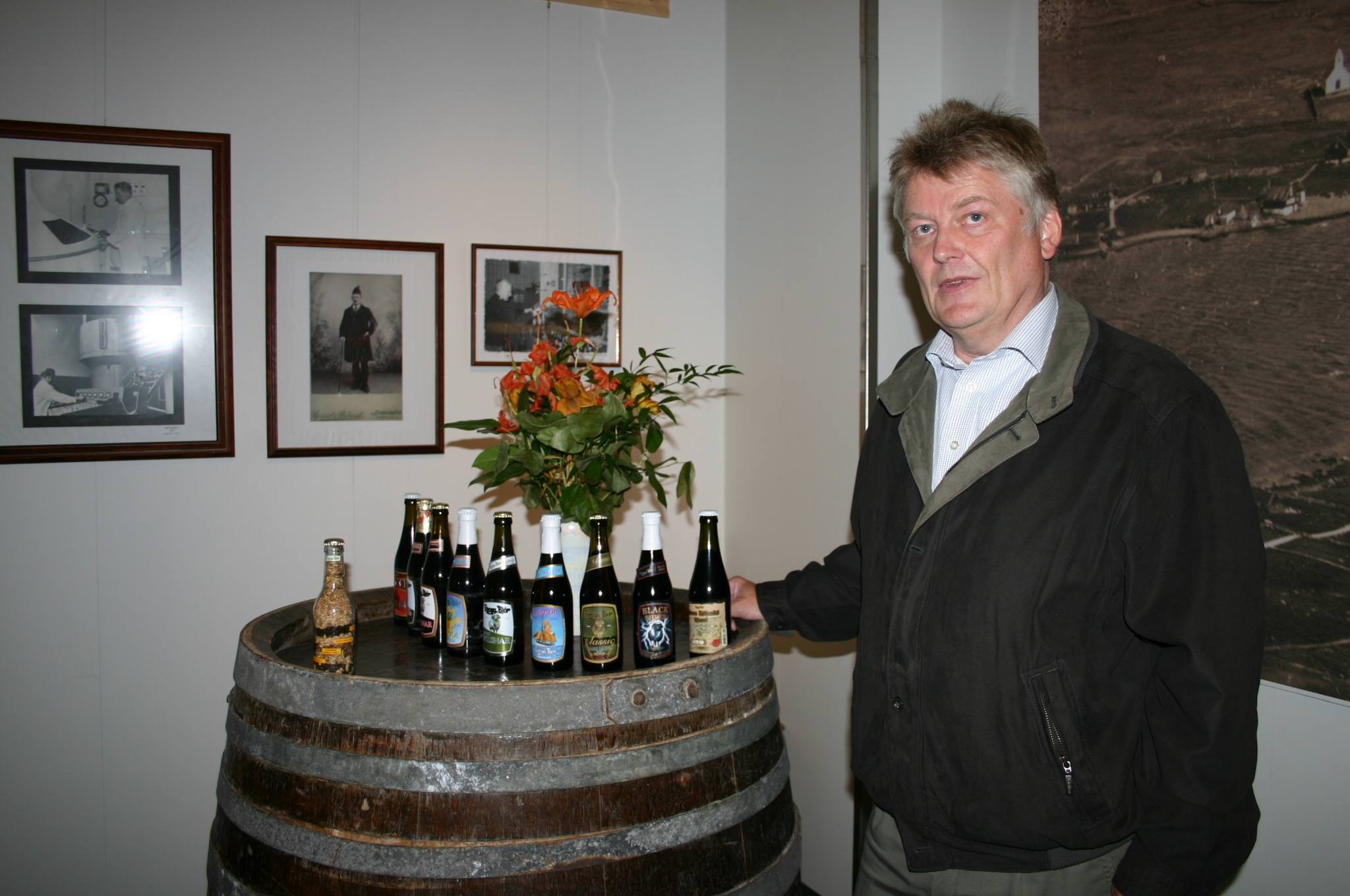
Einar Waag a Föroya Bjór sörválasztékával

Feröer legrégibb sörfőzdéjét, a klaksvíki Föroya Bjórt 1888-ban alapították. A hazai igények kielégítése mellett Izlandra és Dániába is exportálnak.
A sörök mellett népszerűek az égetett szeszesitalok (snaps) is, ezeknek az előállítását azonban törvény tiltja Feröeren, így importból szerzik be őket.

## Szakácsok
A szigetek legjobbnak tartott konyháját Uni Gullfoss mesterszakács vezeti a Hotel Hafniában. A 33 éves szakács elismertségét jelzi, hogy II. Margit dán királynő feröeri látogatásakor ő készítette az ünnepi vacsorát, az uralkodó személyes felkérésére.